# Antonio D'Amico (stilista)
Antonio D'Amico (Mesagne, 21 gennaio 1959 – Manerba del Garda, 6 dicembre 2022) è stato uno stilista, imprenditore e designer italiano.

## Biografia

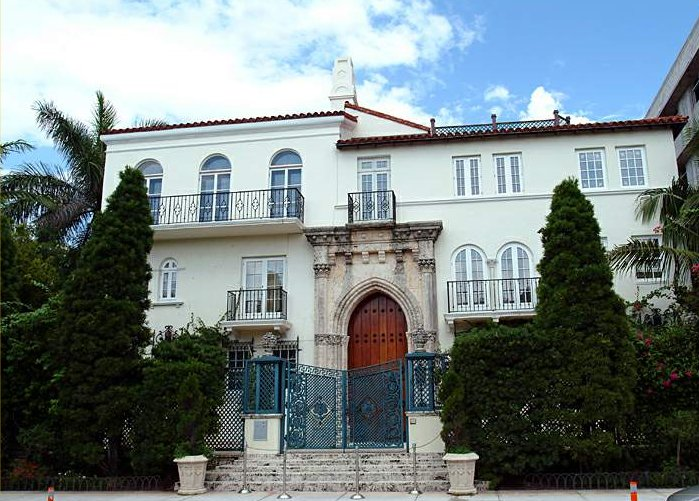
Casa Casuarina, la villa in cui D'Amico ha vissuto insieme a Gianni Versace a Miami Beach

La sua vita fu segnata dal legame con lo stilista Gianni Versace. I due si incontrarono nel 1982 e la loro relazione durò fino al 1997, data della morte di Versace. Per tutto questo periodo, D'Amico contribuì alle creazioni della linea sportiva della Versace.
Il testamento del compagno lasciò a D'Amico un vitalizio di 50 milioni di lire al mese (25.820€) e il diritto di vivere nelle case già di Versace in Italia e negli USA. D'Amico decise però di non abitare nelle case di Versace e di non usufrire del vitalizio a cadenza mensile, preferendo farsi liquidare anticipatamente quanto spettantegli in un'unica soluzione. Con questo capitale monetario fondò una casa di moda che portava il proprio nome diventando quindi imprenditore-stilista.
La casa di abbigliamento Antonio D'Amico, con sede e showroom a Milano, nonostante l'ottimo iniziale riscontro di ordinativi, cessò l'attività dopo tre anni a causa di difficoltà gestionali-manageriali.
Dal 2002 al 2007  visse a  Manerba del Garda, in provincia di Brescia, dove avviò la gestione, assieme ad alcuni soci, del ristorante "La Carera". In seguito alla chiusura del ristorante, D'Amico si dedicó all'attività di artista-designer. Nel 2018 lanciò  una nuova linea di abbigliamento ispirata al gioco del golf denominata "Antonio D'Amico Golf" e nel 2021 inaugurò una linea di abiti sartoriali chiamata "Principe di Ragada".
Morì a Manerba del Garda, il 6 dicembre 2022, all'età di 63 anni, a causa di un tumore alla gola.